# Arthur McBride
Arthur McBride altrimenti intitolata Arthur McBride and the Sergeant è una canzone tradizionale irlandese.
Fu raccolta per la prima volta attorno al 1840 a Limerick da Patrick Weston Joyce, e poi nel Donegal da George Petrie. Altre versioni sono diffuse in Scozia, nel Suffolk e nel Devon.

## Testo
Si tratta di una canzone di protesta contro il reclutamento. 
Il narratore e suo cugino, appunto Arthur McBride, passeggiano in riva al mare la mattina di Natale, quando vengono avvicinati da tre inglesi addetti al reclutamento: un sergente, un caporale e un tamburino. I militari tentano di convincere gli irlandesi ad arruolarsi, esaltando il valore di chi serve il Re d'Inghilterra, ma soprattutto la paga ricca e il fascino dei soldati. Arthur McBride ribatte al sergente che tutte le sue proposte sono allettanti, ma effimere; infatti la vita nell'esercito è rischiosa e nel giro di breve tempo sarebbero finiti a combattere in Francia e lì probabilmente uccisi. Il sergente si sente offeso per la risposta sprezzante e minaccia di usare la spada contro di loro. I due irlandesi, in risposta, colpiscono i militari con i loro shillelagh, li derubano del denaro e gettano le spade e il tamburo nell'oceano.
Una canzone simile, ambientata durante la prima guerra mondiale e priva di una conclusione violenta, è The Recruiting Sergeant.
Il brano è stato cantato da numerosi interpreti, tra i quali Bob Dylan, i Planxty e Paul Brady.